# Foundations of Physics
Foundations of Physics is een internationaal, aan collegiale toetsing onderworpen wetenschappelijk tijdschrift op het gebied van de theoretische fysica.
De naam wordt in literatuurverwijzingen meestal afgekort tot Found. Phys.
Het wordt uitgegeven door Springer Science+Business Media en verschijnt 12 keer per jaar.
Het eerste nummer verscheen in 1970.